# Ashinas
 Abū Jaʿfar Ashinās (in arabo أبو جعفر أشناس‎?; ... – 844) fu un generale di origine servile (ghulām) del Califfo abbaside al-Mu'tasim.
Probabilmente apparteneva per nascita al sacro clan turco dei Göktürk, che costituirono il primo impero turco (in Lingua cinese il nome del clan viene ricordato come Ashina (阿史那). Secondo lo storico e annalista Muhammad ibn Jarir al-Tabari, al-Mu'tasim gli affidò il rango di comandante tra i suoi militari turchi e un passaggio di al-Mas'udi lo descrive come un nobile di alto rango nella popolazione da cui proveniva. Il nome Ashinas era dato solo ai principi della sua gente ed è molto probabile che egli fosse un membro del clan imperiale dei Göktürk.
Secondo al-Ṭabarī, egli fu acquistato da al-Mu'tasim a Baghdad durante il califfato del fratello al-Maʾmūn, assieme a Itakh al-Khazari e Waṣīf. Operò a Samarra, la nuova capitale abbaside, nelle truppe turche organizzate da al-Mu'tasim.
Quando morì nell'844 era governatore dell'Egitto ed era il principale tra gli alti ufficiali califfali.